# 南宁专区
南宁专区，中华人民共和国广西壮族自治区已撤销的专区，在今广西壮族自治区南部。曾两度设置。

## 1949年设置的南宁专区
1949年，设南宁专区，属广西省，专署驻宾阳县。辖宾阳、横县、永淳、邕宁、上思、绥渌、扶南、同正8县。
1950年，原武鸣专区所属武鸣、都安、隆山、迁江、上林5县划入南宁专区。辖13县。
1951年，撤销南宁专区，宾阳、邕宁、横县、武鸣、上林、永淳、迁江、隆山8县划归宾阳专区；绥渌、同正、上思、扶南4县划入崇左专区；都安县划归宜山专区。

## 1958年设置的南宁专区
1958年，复设南宁专区，属广西僮族自治区，专署驻南宁市，辖原属邕宁专区的凭祥市及邕宁、宾阳、横县、武鸣、上林、马山、崇左、隆安、龙津、大新、天等、扶绥、上思、宁明14县和都安瑶族自治县。同年，辖县作以下调整：
1. 撤销武鸣、隆安2县，合并设立武隆县；
2. 撤销宾阳、上林2县，合并设立宾林县；
3. 撤销扶绥、崇左2县，合并设立左江县；
4. 撤销凭祥市及宁明、龙津2县，合并设立睦南县；
5. 撤销大新、天等2县，合并设立新英县；

调整后，专区辖9县、1自治县。
1959年，南宁市划归南宁专署领导；撤销武隆县，复设武鸣、隆安2县；撤销宾林县，复设宾阳、上林2县；撤销左江县，复设扶绥、崇左2县；撤销睦南县，复设宁明、龙津2县；撤销新英县，复设大新、天等2县。
1960年，撤销扶绥县，并入崇左县。1961年，龙津县改名为龙州县。原宁明县凭祥镇复设凭祥市（县级）；南宁市改由自治区直辖。1962年，恢复扶绥县。1965年，将上思县划归钦州专区；都安瑶族自治县划归河池专区。南宁专区辖13县。
1971年，撤销南宁专区，改置南宁地区。